# Microbial Cell
Microbial Cell, abreviada como Microb Cell, es una revista científica mensual de acceso abierto (open access) y revisada por pares. La revista es publicada por la editorial austríaca Shared Science Publishers e incluye artículos originales y de revisión, así como comentarios, abarcando tanto los campos de la microbiología clínica y aplicada como el modelado de enfermedades humanas utilizando organismos unicelulares.
La revista está dirigida por tres editores jefe, que la fundaron en 2014: Frank Madeo (Universidad de Graz, Austria), Didac Carmona-Gutiérrez (Universidad de Graz, Austria) y Guido Kroemer (París, Francia).
Microbial Cell está indexada en PubMed Central, DOAJ y Web of Science, entre otros. El CiteScore calculado por Scopus fue de 5,4 para 2019 y de 5,1 para 2020.

## Evidencia individual
1. ↑  «Home». Microbial Cell (en inglés). ISSN 2311-2638. Consultado el 24 de septiembre de 2021.
2. ↑  «Editorial Board». Microbial Cell (en inglés). ISSN 2311-2638. Consultado el 24 de septiembre de 2021.
3. ↑  «Archive of "Microbial Cell". - PMC». www.ncbi.nlm.nih.gov. Consultado el 24 de septiembre de 2021.
4. ↑  «Directory of Open Access Journals». doaj.org (en inglés). Consultado el 24 de septiembre de 2021.
5. ↑  «Scopus preview - Scopus - Microbial Cell». www.scopus.com. Consultado el 24 de septiembre de 2021.

## Enlaces web
- página web oficial
- Sitio web del editor
- Sitio web DOAJ

- Datos: Q56298176